# Вултурешть (Олт)
Вултурешть, Вултурешті (рум. Vulturești) — село у повіті Олт в Румунії. Входить до складу комуни Вултурешть.
Село розташоване на відстані 145 км на захід від Бухареста, 34 км на північ від Слатіни, 60 км на північний схід від Крайови, 144 км на південний захід від Брашова.

## Населення
За даними перепису населення 2002 року у селі проживали 870 осіб, усі — румуни. Усі жителі села рідною мовою назвали румунську.